# Copa América 2011
La Copa América 2011 (o también denominado Campeonato Sudamericano Copa América) fue la 43.ª edición de la Copa América, el principal torneo internacional de fútbol por selecciones nacionales en América del Sur. Se desarrolló en Argentina, del 1 al 24 de julio de 2011. Así se acordó tras la decisión de la Conmebol de iniciar un nuevo ciclo del sistema rotativo que decide las sedes entre los países sudamericanos. Esta decisión se confirmó el 24 de noviembre de 2008.
Uruguay ganó el torneo tras vencer a Paraguay por 3-0 en el partido final, con una gran actuación de Luis Suárez disputado en el Estadio Monumental de Buenos Aires. Así, Uruguay alcanzó su 15.º título de la Copa América y la primera desde 1995, convirtiéndose así en la selección con más títulos de este torneo hasta 2021. Paraguay quedó como subcampeón del torneo, siendo para destacar el rendimiento de esta selección, ya que fueron capaces de llegar a la final sin ganar un solo partido en el torneo, empatando sus tres partidos en la fase de grupos y clasificando a cuartos de final como uno de los mejores terceros, y su paso en la etapa final lo logró a través de la tanda de penaltis. Como campeón del torneo, Uruguay ganó el derecho de representar a la Conmebol en la Copa Confederaciones 2013, celebrada en Brasil, Brasil clasificó también a dicho torneo por su calidad de anfitrión. Perú terminó tercero después de derrotar a Venezuela por 4-1 en el partido por el tercer puesto. Mientras tanto, la selección anfitriona no logró un buen desempeño como local, al ser eliminada en cuartos de final en manos del campeón, Uruguay, a pesar de que la Albiceleste no perdió ningún partido.

## Elección del país anfitrión
La decisión fue tomada por la Conmebol el 25 de noviembre de 2008, iniciando así el segundo ciclo de rotación de países sedes. Anteriormente Argentina había organizado ocho Copas Américas siendo las mismas las ediciones de los años 1916, 1921, 1925, 1929, 1937, 1946, 1959 y 1987.
El último torneo sudamericano realizado en el país fue el Campeonato Sudamericano Sub-20 de 1999 mientras que la última competencia internacional de selecciones fue la Copa Mundial de Fútbol Juvenil de 2001. Ambos torneos logrados por Argentina. Un dato curioso es que la última Copa América jugada en Argentina (en 1987) fue también ganada por Uruguay, quien derrotó en la final a Chile.

## Organización

### Sedes
El 1 de junio de 2010 en Nasáu, Bahamas en medio de un congreso extraordinario de la Conmebol el presidente de la AFA, Julio Grondona, ratificó a Argentina como organizadora y confirmó que La Plata, Córdoba, Santa Fe, Mendoza, San Salvador de Jujuy, San Juan y Salta serían las subsedes de la Copa América 2011; mientras que la final se jugó en la ciudad de Buenos Aires en el Estadio Monumental Antonio Vespucio Liberti de River Plate por cuestiones relacionadas con infraestructura, capacidad y accesos. La ciudad de Santa Fe fue elegida sede por sobre la ciudad de Rosario, donde en dicha ciudad no se llegó a un acuerdo por cual estadio rosarino sería sede. La idea original era la de lograr una copa más descentralizada, con la inclusión de ciudades que nunca fueron sedes de esta clase de eventos a la copa, además se buscaban encontrar sedes que se hallaran cercanas a países limítrofes participantes de la copa así lograr una mayor asistencia de público. Ejemplos de esto fueron las sedes de Mendoza y San Juan, cercanas a Chile; Salta y Jujuy, cercanas a Perú, Bolivia y Paraguay; y La Plata cercana a Uruguay (también se puede considerar a Santa Fe que se encuentra cerca de Uruguay). Además la elección de San Juan y Mendoza como sedes, tiene que ver con la cantidad de turistas de múltiples países, que se encuentran en los centros de esquí de la zona.
Por disposición de la organización del torneo:
- Los cabezas de serie debieron jugar al menos uno de los partidos de su grupo en la sede de La Plata.
- La selección chilena jugó sus tres partidos en la región de Cuyo (sedes de Mendoza y San Juan), en razón de su cercanía con la ciudad de Santiago.

| B. G. Estanislao López | Padre Martearena   | S. J. del Bicentenario                   | M. A. Kempes         |
| Capacidad: 24 070      | Capacidad: 19 989  | Capacidad: 25 793                        | Capacidad: 51 808    |
|                        |                    |                                          |                      |
| Mendoza                | La Plata           | Buenos Aires                             | S. Salvador de Jujuy |
| Malvinas Argentinas    | Ciudad de La Plata | Antonio Vespucio Liberti «El Monumental» | 23 de Agosto         |
| Capacidad: 33 268      | Capacidad: 30 815  | Capacidad: 53 605                        | Capacidad: 21 076    |
|                        |                    |                                          |                      |

### Árbitros
El 6 de junio de 2011 fue anunciada por la Conmebol la lista de árbitros para la competencia. La lista incluyó 12 árbitros, uno por cada país participante. De éstos, ninguno estuvo presente en la Copa Mundial de Fútbol de 2010.
En cuanto a los árbitros asistentes, cada uno de los países participantes tuvo un representante. Además, los árbitros argentinos Hernán Maidana y Diego Bonfa fueron seleccionados para actuar como suplentes, en caso de que alguno de los árbitros oficiales o asistentes no pudiese participar en los encuentros.
El 21 de junio, el árbitro paraguayo Carlos Torres no pudo recuperarse a tiempo de una lesión a la rodilla, y fue reemplazado en el torneo por su compatriota Carlos Amarilla.
La lista de árbitros es la siguiente:
| - Sergio Pezzotta. - Raúl Orosco. - Sálvio Fagundes. - Enrique Osses. | - Wilmar Roldán. - Wálter Quesada. - Carlos Vera. - Francisco Chacón. | - Carlos Amarilla. - Víctor Hugo Rivera. - Roberto Silvera. - Juan Soto. |

La lista de árbitros asistentes es la siguiente:
| - Ricardo Casas. - Hernán Maidana. - Diego Bonfa. - Efraín Castro. - Márcio Santiago. | - Francisco Mondría. - Humberto Clavijo. - Leonel Leal. - Luis Alvarado. - Marvin Torrentera. | - Nicolás Yegros. - Luis Abadie. - Miguel Nievas. - Luis Sánchez. |

### Reglas
Los 12 equipos participantes se dividieron en tres grupos de cuatro equipos cada uno. Dentro de cada grupo, cada equipo jugó tres partidos, uno contra cada uno de los demás miembros del grupo. Según el resultado de cada partido se otorgaron tres puntos al ganador, uno a cada equipo en caso de empate y ninguno al perdedor.
Pasaron a la siguiente ronda los dos equipos de cada grupo mejor clasificados y los dos mejores terceros. El orden de clasificación se determinó teniendo en cuenta los siguientes criterios, en orden de preferencia:
1. El mayor número de puntos obtenidos teniendo en cuenta todos los partidos del grupo.
2. La mayor diferencia de goles sumados teniendo en cuenta todos los partidos del grupo.
3. El mayor número de goles a favor anotados teniendo en cuenta todos los partidos del grupo.
4. Si el empate fue entre dos equipos que no jugaron entre sí el último partido de su grupo, se declaró vencedor a quien lo haya hecho en el partido jugado entre ellos.
5. Si el empate se produjo entre dos equipos que jugaron entre sí el último partido de su grupo, se procedió a definir la posición mediante la ejecución de tiros desde el punto penal, conforme a las disposiciones de la FIFA.
6. Sorteo del comité organizador de la Copa América.

La segunda ronda incluyó todas las fases desde los cuartos de final hasta la Final. El ganador de cada partido pasó a la siguiente fase, y el perdedor quedó eliminado. En el partido final el campeón obtuvo la Copa América y el subcampeón obtuvo la "Copa Bolivia".
En caso de empate, luego de los 90 minutos de juego, se procedió a jugar un tiempo extra de dos etapas de 15 minutos cada una. Si el resultado se mantuvo empatado tras este tiempo extra, el partido se definió por una tanda de cinco lanzamientos penales. El equipo que menos falló fue el ganador. De proseguir el empate, luego de esta tanda de penales, se recurrió a la ejecución de un nuevo lanzamiento por cada equipo, repitiéndose hasta que un equipo haya aventajado al otro habiendo ejecutado ambos el mismo número de tiros.

## Equipos participantes

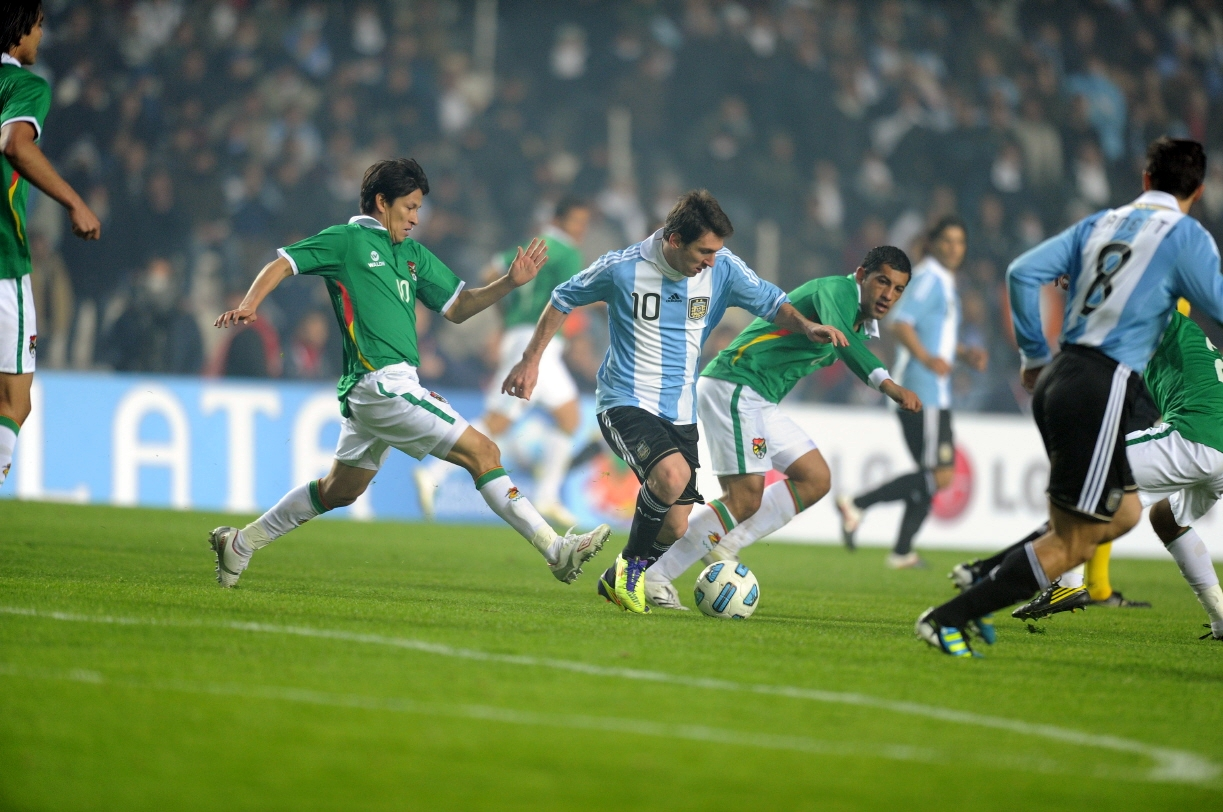
Partido inaugural entre y.

En este certamen participaron 12 selecciones nacionales, de las cuales, 10 son países sudamericanos miembros de la Conmebol, más dos seleccionados en calidad de invitados. Los dos equipos que recibieron la invitación fueron Japón y México.
La selección mexicana tenía previsto participar en el torneo en condición de invitada. Sin embargo, el 8 de mayo de 2009 la Federación Mexicana de Fútbol anunció su retiro por tiempo indefinido de cualquier competencia organizada por la Conmebol debido a su desacuerdo con una resolución del ente continental, que consistía en que los equipos mexicanos clasificados a la fase de octavos de final de la Copa Libertadores 2009 debían disputar sus series en partidos únicos y en las canchas de sus respectivos rivales, los cuales se negaron a jugar en México a raíz de la pandemia de gripe A (H1N1). Por tanto, la participación de la selección mexicana, en su condición de invitada, prevista para este torneo había sido cancelada por el momento. No obstante, las autoridades mexicanas no descartaron una posible solución al conflicto en el futuro.
En el Congreso Extraordinario y reunión de Comité Ejecutivo de la Conmebol realizado en Bahamas el 1 de junio de 2009, se convocó a una reunión con las autoridades de la Federación Mexicana de Fútbol. El tema predominante a debatir es la situación surgida a raíz de la pandemia de gripe que desembocó en el retiro del fútbol mexicano de cualquier competencia de la Conmebol. De esta forma, se intentaría resolver la situación del seleccionado mexicano que recibió la invitación formal de participar en esta edición de la Copa América. Finalmente, México anunció su regreso formal a las competiciones de la Conmebol, por lo que confirmó su participación de la Copa América 2011. No obstante, en noviembre de 2009, nuevamente quedó en riesgo la participación mexicana en el certamen por la proximidad de fechas de la Copa América con la Copa Oro de 2011. Dada esta situación de conflicto de calendarios, la selección mexicana fue representada en el torneo por una selección sub-22 que incluyó a cinco refuerzos.
Por otra parte, Japón era el otro seleccionado que completaba los 12 cupos del torneo en lugar de los Estados Unidos, pero debido al terremoto que sufrió dicho país el 11 de marzo de 2011 y sumado a la crisis nuclear, se retiró de la Copa América. Se plantearon como posibles reemplazos las selecciones de Estados Unidos, Canadá, Honduras, Costa Rica o España. Sin embargo a pesar de anunciar su retirada por los daños del terremoto y el tsunami, Japón aceptó participar como invitada en la Copa América, pero el 16 de mayo renunció por segunda vez y de forma definitiva a participar de esta competición, siendo la selección costarricense la que finalmente ocupó su lugar.
| Equipos participantes | Equipos participantes | Equipos participantes | Equipos participantes |
| --------------------- | --------------------- | --------------------- | --------------------- |
| Argentina             | Bolivia               | Brasil                | Chile                 |
| Colombia              | Costa Rica            | Ecuador               | México                |
| Paraguay              | Perú                  | Uruguay               | Venezuela             |

| Equipos retirados | Equipos retirados |
| ----------------- | ----------------- |
| Japón             | España            |

### Sorteo
El sorteo se llevó a cabo el 11 de noviembre de 2010 en el Teatro Argentino de La Plata, en La Plata, Argentina.
De acuerdo a un orden determinado por los criterios de actuación en el último mundial, eliminatorias sudamericanas y la categoría de los seleccionados invitados (en cursiva), los equipos quedaron distribuidos de la siguiente forma (en el caso de Japón, fue sustituido posteriormente por la Selección Sub-22 de Costa Rica):
| Cabezas de serie         | Bolillero 1             | Bolillero 2            | Bolillero 3               |
| ------------------------ | ----------------------- | ---------------------- | ------------------------- |
| Argentina Brasil Uruguay | Paraguay Chile Colombia | Perú Venezuela Bolivia | Ecuador Costa Rica México |

## Primera fase
- Los horarios corresponden a la hora local de Argentina (UTC-3).

### Grupo A
| Selección  | Pts | PJ | PG | PE | PP | GF | GC | Dif |
| ---------- | --- | -- | -- | -- | -- | -- | -- | --- |
| Colombia   | 7   | 3  | 2  | 1  | 0  | 3  | 0  | 3   |
| Argentina  | 5   | 3  | 1  | 2  | 0  | 4  | 1  | 3   |
| Costa Rica | 3   | 3  | 1  | 0  | 2  | 2  | 4  | −2  |
| Bolivia    | 1   | 3  | 0  | 1  | 2  | 1  | 5  | −4  |

| 1 de julio, 21:45 | Argentina  | 1:1 (0:0) | Bolivia   | Estadio Ciudad de La Plata, La Plata                                 |                                                                      |
|                   | Agüero 75' | Reporte   | Rojas 47' | Asistencia: Sin datos sobre espectadores Árbitro(s): Roberto Silvera | Asistencia: Sin datos sobre espectadores Árbitro(s): Roberto Silvera |

| 2 de julio, 15:30 | Colombia  | 1:0 (1:0) | Costa Rica | Estadio 23 de Agosto, San Salvador de Jujuy                        |                                                                    |
|                   | Ramos 44' | Reporte   |            | Asistencia: Sin datos sobre espectadores Árbitro(s): Enrique Osses | Asistencia: Sin datos sobre espectadores Árbitro(s): Enrique Osses |

| 6 de julio, 21:45 | Argentina | 0:0     | Colombia | Estadio Brigadier Estanislao López, Santa Fe                         |                                                                      |
|                   |           | Reporte |          | Asistencia: Sin datos sobre espectadores Árbitro(s): Sálvio Fagundes | Asistencia: Sin datos sobre espectadores Árbitro(s): Sálvio Fagundes |

| 7 de julio, 19:15 | Bolivia | 0:2 (0:0) | Costa Rica                  | Estadio 23 de Agosto, San Salvador de Jujuy                          |                                                                      |
|                   |         | Reporte   | Martínez 59' · Campbell 78' | Asistencia: Sin datos sobre espectadores Árbitro(s): Sálvio Fagundes | Asistencia: Sin datos sobre espectadores Árbitro(s): Sálvio Fagundes |

| 10 de julio, 16:00 | Colombia               | 2:0 (2:0) | Bolivia | Estadio Brigadier Estanislao López, Santa Fe                          |                                                                       |
|                    | Falcao 14', 28' (pen.) | Reporte   |         | Asistencia: Sin datos sobre espectadores Árbitro(s): Francisco Chacón | Asistencia: Sin datos sobre espectadores Árbitro(s): Francisco Chacón |

| 11 de julio, 21:45 | Argentina                        | 3:0 (1:0) | Costa Rica | Estadio Mario Alberto Kempes, Córdoba                                   |                                                                         |
|                    | Agüero 45+1', 52' · Di María 63' | Reporte   |            | Asistencia: Sin datos sobre espectadores Árbitro(s): Víctor Hugo Rivera | Asistencia: Sin datos sobre espectadores Árbitro(s): Víctor Hugo Rivera |

### Grupo B
| Selección | Pts | PJ | PG | PE | PP | GF | GC | Dif |
| --------- | --- | -- | -- | -- | -- | -- | -- | --- |
| Brasil    | 5   | 3  | 1  | 2  | 0  | 6  | 4  | 2   |
| Venezuela | 5   | 3  | 1  | 2  | 0  | 4  | 3  | 1   |
| Paraguay  | 3   | 3  | 0  | 3  | 0  | 5  | 5  | 0   |
| Ecuador   | 1   | 3  | 0  | 1  | 2  | 2  | 5  | −3  |

| 3 de julio de 2011, 16:00 | Brasil | 0:0     | Venezuela | Estadio Único, La Plata                                           |                                                                   |
|                           |        | Reporte |           | Asistencia: 35 000 espectadores Árbitro(s): Raúl Orosco (Bolivia) | Asistencia: 35 000 espectadores Árbitro(s): Raúl Orosco (Bolivia) |

| 3 de julio de 2011, 18:30 | Paraguay | 0:0     | Ecuador | Bgd. Estanislao López, Santa Fe                                         |                                                                         |
|                           |          | Reporte |         | Asistencia: 20 000 espectadores Árbitro(s): Sergio Pezzotta (Argentina) | Asistencia: 20 000 espectadores Árbitro(s): Sergio Pezzotta (Argentina) |

| 9 de julio de 2011, 16:00 | Brasil                | 2:2 (1:0) | Paraguay                    | Estadio Mario Kempes, Córdoba                                        |                                                                      |
|                           | Jadson 38' · Fred 89' | Reporte   | 54' Santa Cruz · 66' Valdez | Asistencia: 57 000 espectadores Árbitro(s): Wilmar Roldán (Colombia) | Asistencia: 57 000 espectadores Árbitro(s): Wilmar Roldán (Colombia) |

| 9 de julio de 2011, 18:30 | Venezuela    | 1:0 (0:0) | Ecuador | Padre E. Martearena, Salta                                              |                                                                         |
|                           | González 61' | Reporte   |         | Asistencia: 12 000 espectadores Árbitro(s): Wálter Quesada (Costa Rica) | Asistencia: 12 000 espectadores Árbitro(s): Wálter Quesada (Costa Rica) |

| 13 de julio de 2011, 19:15 | Paraguay                                | 3:3 (1:1) | Venezuela                            | Padre E. Martearena, Salta                                        |                                                                   |
|                            | Alcaraz 32' · Barrios 62' · Riveros 85' | Reporte   | 4' Rondón · 89' Fedor · 90+2' Perozo | Asistencia: 18 000 espectadores Árbitro(s): Enrique Osses (Chile) | Asistencia: 18 000 espectadores Árbitro(s): Enrique Osses (Chile) |

| 13 de julio de 2011, 21:45 | Brasil                          | 4:2 (1:1) | Ecuador          | Estadio Mario Kempes, Córdoba                                         |                                                                       |
|                            | Pato 28', 61' · Neymar 48', 71' | Reporte   | 36', 58' Caicedo | Asistencia: 39 000 espectadores Árbitro(s): Roberto Silvera (Uruguay) | Asistencia: 39 000 espectadores Árbitro(s): Roberto Silvera (Uruguay) |

### Grupo C
| Selección | Pts | PJ | PG | PE | PP | GF | GC | Dif |
| --------- | --- | -- | -- | -- | -- | -- | -- | --- |
| Chile     | 7   | 3  | 2  | 1  | 0  | 4  | 2  | 2   |
| Uruguay   | 5   | 3  | 1  | 2  | 0  | 3  | 2  | 1   |
| Perú      | 4   | 3  | 1  | 1  | 1  | 2  | 2  | 0   |
| México    | 0   | 3  | 0  | 0  | 3  | 1  | 4  | −3  |

| 4 de julio de 2011, 19:15 | Uruguay    | 1:1 (1:1) | Perú         | Estadio Bicentenario, San Juan                                       |                                                                      |
|                           | Suárez 45' | Reporte   | 23' Guerrero | Asistencia: 25 000 espectadores Árbitro(s): Wilmar Roldán (Colombia) | Asistencia: 25 000 espectadores Árbitro(s): Wilmar Roldán (Colombia) |

| 4 de julio de 2011, 21:45 | Chile                   | 2:1 (0:1) | México     | Estadio Bicentenario, San Juan                                    |                                                                   |
|                           | Paredes 67' · Vidal 72' | Reporte   | 41' Araujo | Asistencia: 25 000 espectadores Árbitro(s): Juan Soto (Venezuela) | Asistencia: 25 000 espectadores Árbitro(s): Juan Soto (Venezuela) |

| 8 de julio de 2011, 19:15 | Uruguay        | 1:1 (0:0) | Chile       | Malvinas Argentinas, Mendoza                                           |                                                                        |
|                           | Á. Pereira 53' | Reporte   | 64' Sánchez | Asistencia: 45 000 espectadores Árbitro(s): Carlos Amarilla (Paraguay) | Asistencia: 45 000 espectadores Árbitro(s): Carlos Amarilla (Paraguay) |

| 8 de julio de 2011, 21:45 | México | 0:1 (0:0) | Perú         | Malvinas Argentinas, Mendoza                                            |                                                                         |
|                           |        | Reporte   | 82' Guerrero | Asistencia: 10 000 espectadores Árbitro(s): Sergio Pezzotta (Argentina) | Asistencia: 10 000 espectadores Árbitro(s): Sergio Pezzotta (Argentina) |

| 12 de julio de 2011, 19:15 | Chile                 | 1:0 (0:0) | Perú | Malvinas Argentinas, Mendoza                                         |                                                                      |
|                            | Carrillo 90+2' (a.g.) | Reporte   |      | Asistencia: 45 000 espectadores Árbitro(s): Sálvio Fagundes (Brasil) | Asistencia: 45 000 espectadores Árbitro(s): Sálvio Fagundes (Brasil) |

| 12 de julio de 2011, 21:45                                        | Uruguay        | 1:0 (1:0) | México | Estadio Único, La Plata                                           |                                                                   |
|                                                                   | Á. Pereira 14' | Reporte   |        | Asistencia: 30 000 espectadores Árbitro(s): Raúl Orosco (Bolivia) | Asistencia: 30 000 espectadores Árbitro(s): Raúl Orosco (Bolivia) |
| México queda afuera por primera vez en fase de grupos desde 1993. |                |           |        |                                                                   |                                                                   |

### Mejores terceros
Entre los equipos que finalizaron en el tercer lugar de sus respectivos grupos, los dos mejores avanzaron a cuartos de final.
| Selección  | Grupo | Pts. | PJ | PG | PE | PP | GF | GC | Dif. |
| ---------- | ----- | ---- | -- | -- | -- | -- | -- | -- | ---- |
| Perú       | C     | 4    | 3  | 1  | 1  | 1  | 2  | 2  | 0    |
| Paraguay   | B     | 3    | 3  | 0  | 3  | 0  | 5  | 5  | 0    |
| Costa Rica | A     | 3    | 3  | 1  | 0  | 2  | 2  | 4  | –2   |

## Segunda fase

### Cuadro general
|  | Cuartos de final       | Cuartos de final      |                            |       | Semifinales                  | Semifinales                  |  |  | Final | Final |
|  |                        |                       |                            |       |                              |                              |  |  |       |       |
|  | 16 de julio - Córdoba  |                       |                            |       |                              |                              |  |  |       |       |
|  |                        |                       |                            |       |                              |                              |  |  |       |       |
|  | Colombia               | 0                     |                            |       |                              |                              |  |  |       |       |
|  | Colombia               | 0                     | 19 de julio - La Plata     |       |                              |                              |  |  |       |       |
|  | Perú (t.s.)            | 2                     |                            |       |                              |                              |  |  |       |       |
|  | Perú (t.s.)            | 2                     | Perú                       | 0     |                              |                              |  |  |       |       |
|  | 16 de julio - Santa Fe |                       | Perú                       | 0     |                              |                              |  |  |       |       |
|  |                        | Uruguay               | 2                          |       |                              |                              |  |  |       |       |
|  | Argentina              | Uruguay               | 2                          | 1 (4) |                              |                              |  |  |       |       |
|  | Argentina              |                       | 24 de julio - Buenos Aires | 1 (4) |                              |                              |  |  |       |       |
|  | Uruguay (p.)           | 1 (5)                 |                            |       |                              |                              |  |  |       |       |
|  | Uruguay (p.)           | 1 (5)                 | Uruguay                    | 3     |                              |                              |  |  |       |       |
|  | 17 de julio - La Plata |                       | Uruguay                    | 3     |                              |                              |  |  |       |       |
|  |                        | Paraguay              | 0                          |       |                              |                              |  |  |       |       |
|  | Brasil                 | Paraguay              | 0                          | 0 (0) |                              |                              |  |  |       |       |
|  | Brasil                 | 20 de julio - Mendoza |                            | 0 (0) |                              |                              |  |  |       |       |
|  | Paraguay (p.)          | 0 (2)                 |                            |       |                              |                              |  |  |       |       |
|  | Paraguay (p.)          | 0 (2)                 | Paraguay (p.)              | 0 (5) |                              |                              |  |  |       |       |
|  | 17 de julio - San Juan |                       | Paraguay (p.)              | 0 (5) |                              |                              |  |  |       |       |
|  |                        | Venezuela             | 0 (3)                      |       | Partido por el tercer puesto | Partido por el tercer puesto |  |  |       |       |
|  | Chile                  | Venezuela             | 0 (3)                      | 1     | Partido por el tercer puesto | Partido por el tercer puesto |  |  |       |       |
|  | Chile                  |                       | 23 de julio - La Plata     | 1     |                              |                              |  |  |       |       |
|  | Venezuela              | 2                     |                            |       |                              |                              |  |  |       |       |
|  | Venezuela              | 2                     | Perú                       | 4     |                              |                              |  |  |       |       |
|  |                        |                       |                            |       |                              |                              |  |  |       |       |
|  | Venezuela              | 1                     |                            |       |                              |                              |  |  |       |       |
|  | Venezuela              | 1                     |                            |       |                              |                              |  |  |       |       |

### Cuartos de final
| 16 de julio de 2011, 16:00 | Colombia | 0:2 (0:0, 0:0) (t. s.) | Perú                       | Estadio Mario Kempes, Córdoba                                         |                                                                       |
|                            |          | Reporte                | 101' Lobatón · 111' Vargas | Asistencia: 40 000 espectadores Árbitro(s): Francisco Chacón (México) | Asistencia: 40 000 espectadores Árbitro(s): Francisco Chacón (México) |

| 16 de julio de 2011, 19:15 | Argentina                                    | 1:1 (1:1, 1:1) (t. s.)(4:5 p.) | Uruguay                                      | Bgd. Estanislao López, Santa Fe                                        |                                                                        |
|                            | Higuaín 17'                                  | Reporte                        | 5' Pérez                                     | Asistencia: 47 000 espectadores Árbitro(s): Carlos Amarilla (Paraguay) | Asistencia: 47 000 espectadores Árbitro(s): Carlos Amarilla (Paraguay) |
|                            |                                              | Tiros desde el punto penal     |                                              |                                                                        |                                                                        |
|                            | Messi · Burdisso · Tévez · Pastore · Higuaín |                                | Forlán · Suárez · Scotti · Gargano · Cáceres |                                                                        |                                                                        |

| 17 de julio de 2011, 16:00 | Brasil                                     | 0:0 (t. s.)(0:2 p.)        | Paraguay                         | Estadio Único, La Plata                                                 |                                                                         |
|                            |                                            | Reporte                    |                                  | Asistencia: 50 000 espectadores Árbitro(s): Sergio Pezzotta (Argentina) | Asistencia: 50 000 espectadores Árbitro(s): Sergio Pezzotta (Argentina) |
|                            |                                            | Tiros desde el punto penal |                                  |                                                                         |                                                                         |
|                            | Elano · Thiago Silva · André Santos · Fred |                            | Barreto · Estigarribia · Riveros |                                                                         |                                                                         |

| 17 de julio de 2011, 19:15                                        | Chile     | 1:2 (0:1) | Venezuela                     | Estadio Bicentenario, San Juan                                    |                                                                   |
|                                                                   | Suazo 69' | Reporte   | 34' Vizcarrondo · 80' Cichero | Asistencia: 20 000 espectadores Árbitro(s): Carlos Vera (Ecuador) | Asistencia: 20 000 espectadores Árbitro(s): Carlos Vera (Ecuador) |
| Primera clasificación de Venezuela a semifinales en Copa América. |           |           |                               |                                                                   |                                                                   |

### Semifinales
| 19 de julio de 2011, 21:45 | Perú | 0:2 (0:0) | Uruguay         | Estadio Único, La Plata                                           |                                                                   |
|                            |      | Reporte   | 52', 57' Suárez | Asistencia: 52 000 espectadores Árbitro(s): Raúl Orosco (Bolivia) | Asistencia: 52 000 espectadores Árbitro(s): Raúl Orosco (Bolivia) |

| 20 de julio de 2011, 21:45                                                                 | Paraguay                                        | 0:0 (t. s.)(5:3 p.)        | Venezuela                                                               | Malvinas Argentinas, Mendoza                                          |                                                                       |
|                                                                                            |                                                 | Reporte                    |                                                                         | Asistencia: 15 000 espectadores Árbitro(s): Francisco Chacón (México) | Asistencia: 15 000 espectadores Árbitro(s): Francisco Chacón (México) |
|                                                                                            |                                                 | Tiros desde el punto penal |                                                                         |                                                                       |                                                                       |
|                                                                                            | Ortigoza · Barrios · Riveros · Martínez · Verón |                            | Giancarlo Maldonado · José Manuel Rey · Franklin Lucena · Nicolás Fedor |                                                                       |                                                                       |
| Paraguay es el equipo que más lejos llega en una Copa América sin haber ganado un partido. |                                                 |                            |                                                                         |                                                                       |                                                                       |

### Tercer lugar
| 23 de julio de 2011, 16:00 | Perú                                    | 4:1 (1:0) | Venezuela       | Estadio Único, La Plata                                              |                                                                      |
|                            | Chiroque 41' · Guerrero 63', 89', 90+2' | Reporte   | 77' Juan Arango | Asistencia: 20 000 espectadores Árbitro(s): Wilmar Roldán (Colombia) | Asistencia: 20 000 espectadores Árbitro(s): Wilmar Roldán (Colombia) |

### Final
| 24 de julio de 2011, 16:00                                                                                      | Uruguay                      | 3:0 (2:0) | Paraguay | Estadio Monumental, Buenos Aires                                     |                                                                      |
| | Suárez 11' · Forlán 41', 89' | Reporte   |          | Asistencia: 65 921 espectadores Árbitro(s): Sálvio Fagundes (Brasil) | Asistencia: 65 921 espectadores Árbitro(s): Sálvio Fagundes (Brasil) |
| Paraguay es la única selección en presentarse en una final de Copa América sin ganar ninguno de sus 6 partidos. |                              |           |          |                                                                      |                                                                      |

|                             |
| Bandera de Uruguay          |
| Campeón Uruguay 15.º título |

## Estadísticas
| Jugador               | Selección | Goles | PJ |
| --------------------- | --------- | ----- | -- |
| Paolo Guerrero        | Perú      | 5     | 6  |
| Luis Suárez           | Uruguay   | 4     | 6  |
| Sergio Agüero         | Argentina | 3     | 4  |
| Felipe Caicedo        | Ecuador   | 2     | 3  |
| Alexandre Pato        | Brasil    | 2     | 4  |
| Neymar                | Brasil    | 2     | 4  |
| Radamel Falcao García | Colombia  | 2     | 4  |
| Álvaro Pereira        | Uruguay   | 2     | 5  |
| Diego Forlán          | Uruguay   | 2     | 6  |

| Lista completa | Lista completa | Lista completa | Lista completa | Lista completa |
| --- | -------------- | -------------- | -------------- | -------------- |
| \| Jugador \| Selección \| \| PJ \| \| ---------------------- \| ---------- \| - \| -- \| \| Jadson \| Brasil \| 1 \| 1 \| \| Ángel Di María \| Argentina \| 1 \| 3 \| \| Gonzalo Higuaín \| Argentina \| 1 \| 3 \| \| Edivaldo Rojas \| Bolivia \| 1 \| 3 \| \| Josué Martínez \| Costa Rica \| 1 \| 3 \| \| Joel Campbell \| Costa Rica \| 1 \| 3 \| \| Antolín Alcaraz \| Paraguay \| 1 \| 3 \| \| Néstor Araujo \| México \| 1 \| 3 \| \| Arturo Vidal \| Chile \| 1 \| 3 \| \| Adrián Ramos \| Colombia \| 1 \| 4 \| \| Roque Santa Cruz \| Paraguay \| 1 \| 4 \| \| Fred \| Brasil \| 1 \| 4 \| \| Alexis Sánchez \| Chile \| 1 \| 4 \| \| Esteban Paredes \| Chile \| 1 \| 4 \| \| Humberto Suazo \| Chile \| 1 \| 4 \| \| Juan Manuel Vargas \| Perú \| 1 \| 4 \| \| Diego Pérez \| Uruguay \| 1 \| 5 \| \| William Chiroque \| Perú \| 1 \| 5 \| \| Grenddy Perozo \| Venezuela \| 1 \| 5 \| \| César Eduardo González \| Venezuela \| 1 \| 5 \| \| Lucas Barrios \| Paraguay \| 1 \| 6 \| \| Nelson Haedo Valdez \| Paraguay \| 1 \| 6 \| \| Cristian Riveros \| Paraguay \| 1 \| 6 \| \| Carlos Lobatón \| Perú \| 1 \| 6 \| \| Miku \| Venezuela \| 1 \| 6 \| \| José Salomón Rondón \| Venezuela \| 1 \| 6 \| \| Oswaldo Vizcarrondo \| Venezuela \| 1 \| 6 \| \| Gabriel Cichero \| Venezuela \| 1 \| 6 \| \| Juan Arango \| Venezuela \| 1 \| 6 \| |                |                |                |                |
| Jugador | Selección      | Goles          | PJ             |                |
| Jadson | Brasil         | 1              | 1              |                |
| Ángel Di María | Argentina      | 1              | 3              |                |
| Gonzalo Higuaín | Argentina      | 1              | 3              |                |
| Edivaldo Rojas | Bolivia        | 1              | 3              |                |
| Josué Martínez | Costa Rica     | 1              | 3              |                |
| Joel Campbell | Costa Rica     | 1              | 3              |                |
| Antolín Alcaraz | Paraguay       | 1              | 3              |                |
| Néstor Araujo | México         | 1              | 3              |                |
| Arturo Vidal | Chile          | 1              | 3              |                |
| Adrián Ramos | Colombia       | 1              | 4              |                |
| Roque Santa Cruz | Paraguay       | 1              | 4              |                |
| Fred | Brasil         | 1              | 4              |                |
| Alexis Sánchez | Chile          | 1              | 4              |                |
| Esteban Paredes | Chile          | 1              | 4              |                |
| Humberto Suazo | Chile          | 1              | 4              |                |
| Juan Manuel Vargas | Perú           | 1              | 4              |                |
| Diego Pérez | Uruguay        | 1              | 5              |                |
| William Chiroque | Perú           | 1              | 5              |                |
| Grenddy Perozo | Venezuela      | 1              | 5              |                |
| César Eduardo González | Venezuela      | 1              | 5              |                |
| Lucas Barrios | Paraguay       | 1              | 6              |                |
| Nelson Haedo Valdez | Paraguay       | 1              | 6              |                |
| Cristian Riveros | Paraguay       | 1              | 6              |                |
| Carlos Lobatón | Perú           | 1              | 6              |                |
| Miku | Venezuela      | 1              | 6              |                |
| José Salomón Rondón | Venezuela      | 1              | 6              |                |
| Oswaldo Vizcarrondo | Venezuela      | 1              | 6              |                |
| Gabriel Cichero | Venezuela      | 1              | 6              |                |
| Juan Arango | Venezuela      | 1              | 6              |                |

| Jugador                | Selección  | Goles | PJ |
| ---------------------- | ---------- | ----- | -- |
| Jadson                 | Brasil     | 1     | 1  |
| Ángel Di María         | Argentina  | 1     | 3  |
| Gonzalo Higuaín        | Argentina  | 1     | 3  |
| Edivaldo Rojas         | Bolivia    | 1     | 3  |
| Josué Martínez         | Costa Rica | 1     | 3  |
| Joel Campbell          | Costa Rica | 1     | 3  |
| Antolín Alcaraz        | Paraguay   | 1     | 3  |
| Néstor Araujo          | México     | 1     | 3  |
| Arturo Vidal           | Chile      | 1     | 3  |
| Adrián Ramos           | Colombia   | 1     | 4  |
| Roque Santa Cruz       | Paraguay   | 1     | 4  |
| Fred                   | Brasil     | 1     | 4  |
| Alexis Sánchez         | Chile      | 1     | 4  |
| Esteban Paredes        | Chile      | 1     | 4  |
| Humberto Suazo         | Chile      | 1     | 4  |
| Juan Manuel Vargas     | Perú       | 1     | 4  |
| Diego Pérez            | Uruguay    | 1     | 5  |
| William Chiroque       | Perú       | 1     | 5  |
| Grenddy Perozo         | Venezuela  | 1     | 5  |
| César Eduardo González | Venezuela  | 1     | 5  |
| Lucas Barrios          | Paraguay   | 1     | 6  |
| Nelson Haedo Valdez    | Paraguay   | 1     | 6  |
| Cristian Riveros       | Paraguay   | 1     | 6  |
| Carlos Lobatón         | Perú       | 1     | 6  |
| Miku                   | Venezuela  | 1     | 6  |
| José Salomón Rondón    | Venezuela  | 1     | 6  |
| Oswaldo Vizcarrondo    | Venezuela  | 1     | 6  |
| Gabriel Cichero        | Venezuela  | 1     | 6  |
| Juan Arango            | Venezuela  | 1     | 6  |

| Jugador        | Selección | Autogoles     |
| -------------- | --------- | ------------- |
| André Carrillo | Perú      | 1 (vs. Chile) |

| Jugador         | Selección | Asistencias | PJ |
| --------------- | --------- | ----------- | -- |
| Lionel Messi    | Argentina | 3           | 4  |
| Ganso           | Brasil    | 3           | 4  |
| Michael Guevara | Perú      | 2           | 4  |
| Paolo Guerrero  | Perú      | 2           | 5  |
| Luis Suárez     | Uruguay   | 2           | 6  |

| Lista completa | Lista completa | Lista completa | Lista completa | Lista completa |
| --- | -------------- | -------------- | -------------- | -------------- |
| \| Jugador \| Selección \| \| PJ \| \| -------------------- \| ---------- \| - \| -- \| \| Matías Fernández \| Chile \| 1 \| 1 \| \| Maicon \| Brasil \| 1 \| 2 \| \| Yohandry Orozco \| Venezuela \| 1 \| 2 \| \| Jean Beausejour \| Chile \| 1 \| 3 \| \| Heiner Mora \| Costa Rica \| 1 \| 3 \| \| Jhasmani Campos \| Bolivia \| 1 \| 3 \| \| Christian Benítez \| Ecuador \| 1 \| 3 \| \| Christian Noboa \| Ecuador \| 1 \| 3 \| \| Nicolás Lodeiro \| Uruguay \| 1 \| 3 \| \| André Santos \| Brasil \| 1 \| 4 \| \| Dayro Moreno \| Colombia \| 1 \| 4 \| \| Freddy Guarín \| Colombia \| 1 \| 4 \| \| Nicolás Burdisso \| Argentina \| 1 \| 4 \| \| Aureliano Torres \| Paraguay \| 1 \| 4 \| \| Roque Santa Cruz \| Paraguay \| 1 \| 4 \| \| Alexis Sánchez \| Chile \| 1 \| 4 \| \| Luis Advíncula \| Perú \| 1 \| 5 \| \| William Chiroque \| Perú \| 1 \| 5 \| \| Tomás Rincón \| Venezuela \| 1 \| 5 \| \| Álvaro Pereira \| Uruguay \| 1 \| 5 \| \| Marcelo Estigarribia \| Paraguay \| 1 \| 6 \| \| Egidio Arévalo Ríos \| Uruguay \| 1 \| 6 \| \| Miku \| Venezuela \| 1 \| 6 \| \| Renny Vega \| Venezuela \| 1 \| 6 \| \| Juan Arango \| Venezuela \| 1 \| 6 \| |                |                |                |                |
| Jugador | Selección      | Asistencias    | PJ             |                |
| Matías Fernández | Chile          | 1              | 1              |                |
| Maicon | Brasil         | 1              | 2              |                |
| Yohandry Orozco | Venezuela      | 1              | 2              |                |
| Jean Beausejour | Chile          | 1              | 3              |                |
| Heiner Mora | Costa Rica     | 1              | 3              |                |
| Jhasmani Campos | Bolivia        | 1              | 3              |                |
| Christian Benítez | Ecuador        | 1              | 3              |                |
| Christian Noboa | Ecuador        | 1              | 3              |                |
| Nicolás Lodeiro | Uruguay        | 1              | 3              |                |
| André Santos | Brasil         | 1              | 4              |                |
| Dayro Moreno | Colombia       | 1              | 4              |                |
| Freddy Guarín | Colombia       | 1              | 4              |                |
| Nicolás Burdisso | Argentina      | 1              | 4              |                |
| Aureliano Torres | Paraguay       | 1              | 4              |                |
| Roque Santa Cruz | Paraguay       | 1              | 4              |                |
| Alexis Sánchez | Chile          | 1              | 4              |                |
| Luis Advíncula | Perú           | 1              | 5              |                |
| William Chiroque | Perú           | 1              | 5              |                |
| Tomás Rincón | Venezuela      | 1              | 5              |                |
| Álvaro Pereira | Uruguay        | 1              | 5              |                |
| Marcelo Estigarribia | Paraguay       | 1              | 6              |                |
| Egidio Arévalo Ríos | Uruguay        | 1              | 6              |                |
| Miku | Venezuela      | 1              | 6              |                |
| Renny Vega | Venezuela      | 1              | 6              |                |
| Juan Arango | Venezuela      | 1              | 6              |                |

| Jugador              | Selección  | Asistencias | PJ |
| -------------------- | ---------- | ----------- | -- |
| Matías Fernández     | Chile      | 1           | 1  |
| Maicon               | Brasil     | 1           | 2  |
| Yohandry Orozco      | Venezuela  | 1           | 2  |
| Jean Beausejour      | Chile      | 1           | 3  |
| Heiner Mora          | Costa Rica | 1           | 3  |
| Jhasmani Campos      | Bolivia    | 1           | 3  |
| Christian Benítez    | Ecuador    | 1           | 3  |
| Christian Noboa      | Ecuador    | 1           | 3  |
| Nicolás Lodeiro      | Uruguay    | 1           | 3  |
| André Santos         | Brasil     | 1           | 4  |
| Dayro Moreno         | Colombia   | 1           | 4  |
| Freddy Guarín        | Colombia   | 1           | 4  |
| Nicolás Burdisso     | Argentina  | 1           | 4  |
| Aureliano Torres     | Paraguay   | 1           | 4  |
| Roque Santa Cruz     | Paraguay   | 1           | 4  |
| Alexis Sánchez       | Chile      | 1           | 4  |
| Luis Advíncula       | Perú       | 1           | 5  |
| William Chiroque     | Perú       | 1           | 5  |
| Tomás Rincón         | Venezuela  | 1           | 5  |
| Álvaro Pereira       | Uruguay    | 1           | 5  |
| Marcelo Estigarribia | Paraguay   | 1           | 6  |
| Egidio Arévalo Ríos  | Uruguay    | 1           | 6  |
| Miku                 | Venezuela  | 1           | 6  |
| Renny Vega           | Venezuela  | 1           | 6  |
| Juan Arango          | Venezuela  | 1           | 6  |

### Clasificación general
| Campeón Subcampeón | Tercer lugar Cuarto lugar | Cuartos de final Fase de grupos |

Países participantes según la fase alcanzada en el torneo.
Campeón
Subcampeón
Tercer lugar
Cuarto lugar
Cuartos de final
Fase de grupos

La clasificación general indica la posición que ocupó cada selección al finalizar el torneo, el rendimiento se obtiene de la relación entre los puntos obtenidos y los partidos jugados por las selecciones y se expresa en porcentajes. La tabla está dividida según la fase alcanzada por cada país.
Si algún partido de la segunda fase se define mediante tiros de penal, el resultado final del juego se considera como empate.
| Pos. | Selección  | Gr. | Pts. | PJ | PG | PE | PP | GF | GC | Dif | Rend.  |
| ---- | ---------- | --- | ---- | -- | -- | -- | -- | -- | -- | --- | ------ |
| 1    | Uruguay    | C   | 12   | 6  | 3  | 3  | 0  | 9  | 3  | +6  | 66,7 % |
| 2    | Paraguay   | B   | 5    | 6  | 0  | 5  | 1  | 5  | 8  | –3  | 27,8 % |
| 3    | Perú       | C   | 10   | 6  | 3  | 1  | 2  | 8  | 5  | +3  | 55,6 % |
| 4    | Venezuela  | B   | 9    | 6  | 2  | 3  | 1  | 7  | 8  | –1  | 50,0 % |
| 5    | Colombia   | A   | 7    | 4  | 2  | 1  | 1  | 3  | 2  | +1  | 58,3 % |
| 6    | Chile      | C   | 7    | 4  | 2  | 1  | 1  | 5  | 4  | +1  | 58,3 % |
| 7    | Argentina  | A   | 6    | 4  | 1  | 3  | 0  | 5  | 2  | +3  | 50,0 % |
| 8    | Brasil     | B   | 6    | 4  | 1  | 3  | 0  | 6  | 4  | +2  | 50,0 % |
| 9    | Costa Rica | A   | 3    | 3  | 1  | 0  | 2  | 2  | 4  | –2  | 33,3 % |
| 10   | Ecuador    | B   | 1    | 3  | 0  | 1  | 2  | 2  | 5  | –3  | 11,1 % |
| 11   | Bolivia    | A   | 1    | 3  | 0  | 1  | 2  | 1  | 5  | –4  | 11,1 % |
| 12   | México     | C   | 0    | 3  | 0  | 0  | 3  | 1  | 4  | –3  | 0,0 %  |

## Premios y reconocimientos

### Trofeos
El ganador del torneo recibió el Trofeo de la Copa América de manera temporal, así como una réplica de la misma. Además, el campeón obtuvo 30 medallas de oro, el segundo 30 medallas plata, el tercero 30 medallas de bronce, el cuarto 30 medallas de cobre, así como cada selección obtuvo un diploma por su participación.

### Jugador del partido

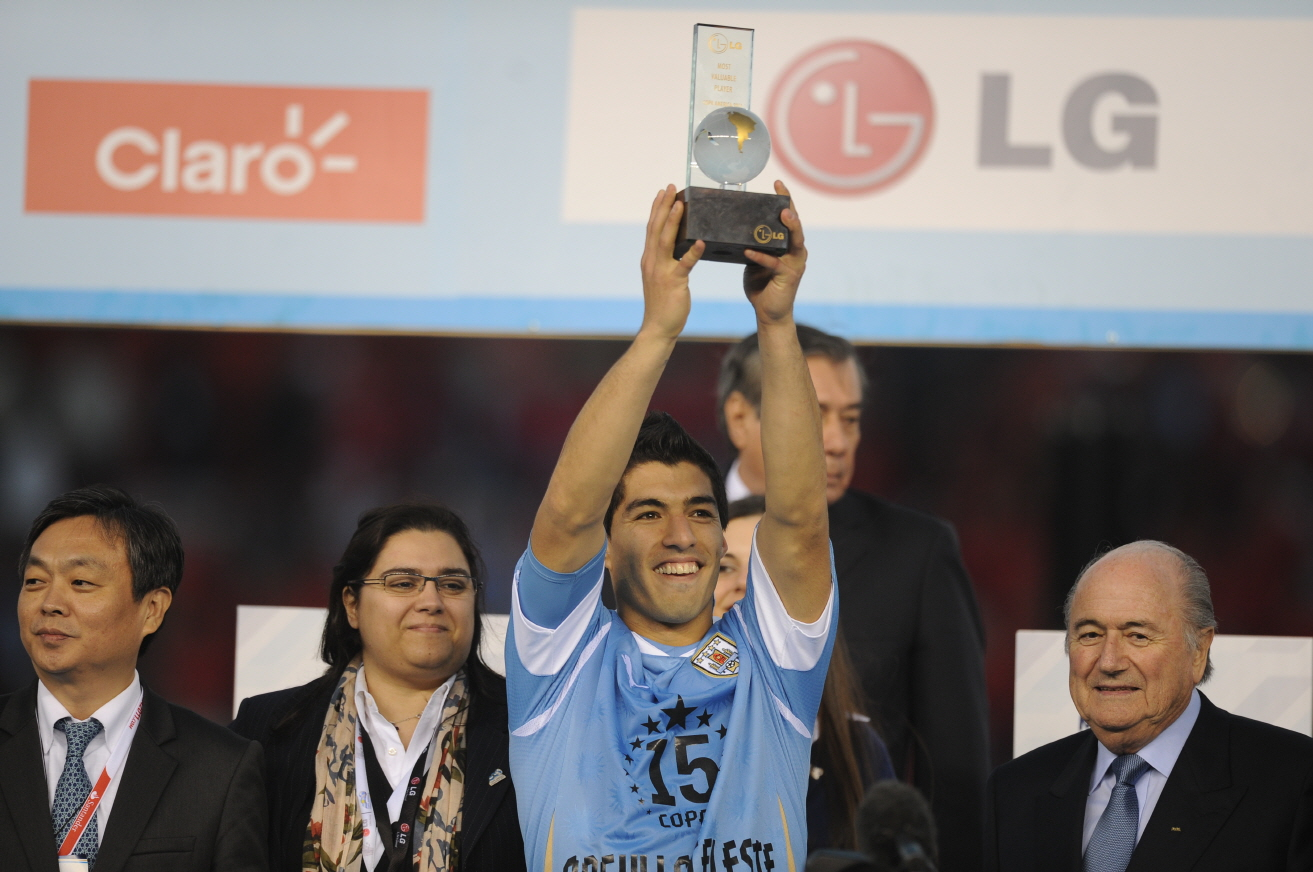
Luis Suárez, elegido mejor jugador del torneo.

Tras cada partido disputado, fue elegido un jugador como el mejor del mismo. Para determinar al ganador se abrió una votación en el sitio oficial de la Copa América, donde los internautas pudieron votar por cualquier futbolista presente en el terreno de juego. El premio se denominó oficialmente, y por motivos de patrocinio, Jugador LG del partido.
| Fase de grupos - jornada 1 | Fase de grupos - jornada 1 | Fase de grupos - jornada 2 | Fase de grupos - jornada 2 | Fase de grupos - jornada 3 | Fase de grupos - jornada 3 | Segunda fase      | Segunda fase |
| Jugador                    | Partido                    | Jugador                    | Partido                    | Jugador                    | Partido                    | Jugador           | Partido      |
| -------------------------- | -------------------------- | -------------------------- | -------------------------- | -------------------------- | -------------------------- | ----------------- | ------------ |
| Lionel Messi               | 1:1                        | Sergio Romero              | 0:0                        | Radamel Falcao             | 2:0                        | Juan Vargas       | 0:2          |
| Adrián Ramos               | 1:0                        | Joel Campbell              | 0:2                        | Lionel Messi               | 3:0                        | Fernando Muslera  | 1:1          |
| Neymar                     | 0:0                        | Roque Santa Cruz           | 2:2                        | Lucas Barrios              | 3:3                        | Justo Villar      | 0:0          |
| Marcelo Elizaga            | 0:0                        | Miguel Pérez               | 1:0                        | Alexandre Pato             | 4:2                        | Armando Gutiérrez | 1:2          |
| Paolo Guerrero             | 1:1                        | Alexis Sánchez             | 1:1                        | Willian Chiroque           | 1:0                        | Luis Suárez       | 0:2          |
| Alexis Sánchez             | 2:1                        | Juan Vargas                | 0:1                        | Diego Forlán               | 1:0                        | Juan Arango       | 0:0          |
|                            |                            |                            |                            |                            |                            | Paolo Guerrero    | 4:1          |
|                            |                            |                            |                            |                            |                            | Luis Suárez       | 3:0          |

### Mejor jugador del torneo
Premio al mejor jugador del torneo (MVP) otorgado al futbolista que se desempeñó mejor durante el torneo, presentado por LG.
- Luis Suárez.

El delantero uruguayo estuvo presente en los seis partidos que disputó su equipo en los que registró 4 goles y 2 asistencias, además fue elegido dos veces mejor jugador del partido, en la semifinal contra Perú y en el partido final contra Paraguay. Perú y Paraguay fueron también los rivales a quienes les anotó sus 4 goles, 3 a los primeros en la fase de grupos y en semifinal y el último a Paraguay en la final.

### Goleador del torneo

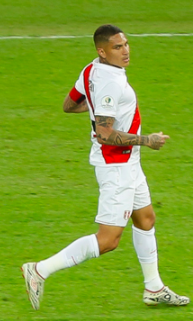
Paolo Guerrero goleador del torneo.

Premio al jugador con más goles en el torneo presentado por Santander.
- Paolo Guerrero.

El delantero peruano se consagró como goleador del torneo al marcar 5 goles en igual cantidad de partidos jugados en los que también registró 2 asistencias, le marcó un gol a Uruguay y otro a México en la primera fase y 3 goles a Venezuela en el partido por el tercer puesto. De esta manera, Paolo Guerrero se convierte en el tercer peruano que resulta goleador de la Copa América después de Teodoro Fernández en 1939 y Eduardo Malásquez en 1983, este último compartido con otros 3 jugadores. Guerrero además fue elegido como mejor jugador del partido en dos oportunidades, en el primer partido ante Uruguay y en el último partido frente a Venezuela.

### Mejor portero del torneo
Premio al mejor portero del torneo presentado por Petrobrás.
- Justo Villar.

El portero paraguayo recibió 8 goles en los 6 partidos que disputó su selección, siendo el portero más batido del torneo junto al Venezolano Renny Vega. Mantuvo su portería a cero en 3 partidos. Villar destacó en los cuartos de final y en la semifinal, partidos que se definieron a favor de Paraguay en la tanda de penaltis.

### Mejor jugador juvenil
Premio al mejor jugador joven presentado por Claro.
- Sebastián Coates.

El defensor uruguayo, de 20 años en ese entonces, participó en cuatro partidos de su selección en los que recibió 3 tarjetas amarillas.

### Premio al juego limpio
Premio Fairplay otorgado a la selección que practicó mejor el juego limpio.
- Uruguay.

### Equipo ideal
El equipo ideal del torneo fue elegido por el Grupo de Estudio Técnico de la Conmebol.
| Pos.           | Jugador                                          | PJ (T/S)                                         | Minutos jugados                                  | Goles                                            | Asistencias                                      | Tarjetas amarillas                               | Doble tarjeta amarilla y roja                    | Tarjetas rojas                                   |
| -------------- | ------------------------------------------------ | ------------------------------------------------ | ------------------------------------------------ | ------------------------------------------------ | ------------------------------------------------ | ------------------------------------------------ | ------------------------------------------------ | ------------------------------------------------ |
| Guardameta     | Justo Villar                                     | 6 (6/0)                                          | 570'                                             | 0                                                | 0                                                | 0                                                | 0                                                | 0                                                |
| Defensa        | Maximiliano Pereira                              | 6 (6/0)                                          | 390'                                             | 0                                                | 0                                                | 0                                                | 0                                                | 0                                                |
| Defensa        | Diego Lugano                                     | 6 (6/0)                                          | 570'                                             | 0                                                | 0                                                | 1                                                | 0                                                | 0                                                |
| Defensa        | Oswaldo Vizcarrondo                              | 6 (6/0)                                          | 600'                                             | 1                                                | 0                                                | 0                                                | 0                                                | 0                                                |
| Defensa        | Álvaro Pereira                                   | 5 (5/0)                                          | 443'                                             | 2                                                | 1                                                | 1                                                | 0                                                | 0                                                |
| Centrocampista | Diego Pérez                                      | 4 (4/0)                                          | 357'                                             | 0                                                | 0                                                | 1                                                | 1                                                | 0                                                |
| Centrocampista | Fredy Guarín                                     | 4 (4/0)                                          | 443'                                             | 2                                                | 1                                                | 1                                                | 0                                                | 0                                                |
| Centrocampista | Marcelo Estigarribia                             | 6 (2/4)                                          | 304'                                             | 1                                                | 0                                                | 1                                                | 0                                                | 0                                                |
| Delantero      | Diego Forlán                                     | 6 (6/0)                                          | 390'                                             | 2                                                | 3                                                | 0                                                | 0                                                | 0                                                |
| Delantero      | Luis Suárez                                      | 6 (6/0)                                          | 550'                                             | 4                                                | 2                                                | 2                                                | 0                                                | 0                                                |
| Delantero      | Paolo Guerrero                                   | 5 (5/0)                                          | 480'                                             | 5                                                | 2                                                | 1                                                | 0                                                | 0                                                |
| Entrenador     | Óscar Washington Tabárez (entrenador de Uruguay) | Óscar Washington Tabárez (entrenador de Uruguay) | Óscar Washington Tabárez (entrenador de Uruguay) | Óscar Washington Tabárez (entrenador de Uruguay) | Óscar Washington Tabárez (entrenador de Uruguay) | Óscar Washington Tabárez (entrenador de Uruguay) | Óscar Washington Tabárez (entrenador de Uruguay) | Óscar Washington Tabárez (entrenador de Uruguay) |

## Clasificados a laCopa Confederaciones 2013
| Bandera de Brasil                                     | Bandera de Uruguay                      |
| Brasil Anfitrión de la Copa FIFA Confederaciones 2013 | Uruguay Campeón de la Copa América 2011 |

## Símbolos y mercadeo

### Balón

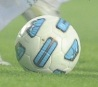
Nike Tracer Doma, balón oficial de la Copa América 2011.

El balón oficial de la Copa América 2011 llamado Tracer Doma fue presentado el 15 de abril de 2011 en el Estadio Ciudad de La Plata con la presencia del ex astro brasileño Ronaldo y el entrenador argentino Alfio Basile.
La pelota es de color blanco con dibujos celestes y azules, el escudo de la CONMEBOL y la tradicional pipa de la marca deportiva.
El sistema único de cubierta de Total 90 Tracer Doma, diseñado en una estructura de cinco capas, facilita el control del balón por parte de todos los jugadores. Según los diseñadores sus principales atributos son la precisión, la consistencia y el pique.
|                    | Normas aprobadas por la FIFA estándar | Mediciones de Nike Tracer Doma |
| ------------------ | ------------------------------------- | ------------------------------ |
| Circunferencia     | 69.0 ± 0.5 cm                         | 685/695 mm                     |
| Peso               | 420 - 445 g                           | 436 g                          |
| Pérdida de presión | ≤ 20%                                 | > 11,5 a 12 psi                |

### Canción
La canción oficial de la Copa América Argentina 2011, fue "Creo en América", interpretada por el cantante Diego Torres con la colaboración especial de la cantante brasileña Ivete Sangalo. Fue lanzada el día 31 de mayo de 2011.
La canción cuenta con su videoclip que fue publicado en YouTube. El 1 de julio de 2011, en la inauguración de la copa en el Estadio Ciudad de La Plata, la canción fue interpretada por Diego Torres, Ivete Sangalo y el grupo colombiano ChocQuibTown.

### Mascota
La mascota oficial del torneo es Tangolero, un ñandú. Su nombre hace referencia a una de las mayores tradiciones culturales de Argentina, el tango y al fútbol, golero. El alias surgió de un concurso realizado por el Banco Santander entre unos 6000 empleados, periodistas, estudiantes y clientes de diferentes países como Argentina, Brasil, Chile, México, Colombia, Uruguay y Perú.
Entre las principales virtudes de la mascota se encuentra que posee una gran connotación geográfica que está implícita y que será aprovechada para el campeonato. Cabe destacar que siempre está acompañado por la pelota oficial del torneo, la Nike T90 Tracer Doma.
Cuando el simpático ñandú fue presentado un par de meses antes del comienzo de la copa se lo dio a conocer con el nombre de Suri debido a que así se le llama a un ñandú de tamaño pequeño pero luego fue reemplazado por su nombre actual.

### Patrocinio
La organización del torneo clasificó a sus patrocinadores y auspiciadores en las siguientes categorías:
| Patrocinadores globales platino                   |
| ------------------------------------------------- |
| - LG. - Mastercard. - Santander.                  |
| Proveedores locales                               |
| - Provincia de Buenos Aires. - Argentina Turismo. |

| Patrocinadores globales oro      |
| -------------------------------- |
| - Kia Motors. - Telcel. - Claro. |
| Proveedor oficial                |
| - Paty                           |

| Patrocinadores globales plata                                 |
| ------------------------------------------------------------- |
| - Canon Inc. - Quilmes. - AB Inbev. - Coca Cola. - Petrobras. |
| Entidad benéfica                                              |
| - Unicef.                                                     |